# Obcy w Ameryce
Obcy w Ameryce (ang. Aliens in America, 2007–2008) – amerykański serial komediowy nadawany przez stację The CW od 1 października 2007 roku do 18 maja 2008 roku. W Polsce premiera serialu odbyła się 17 kwietnia 2008 roku na kanale HBO Comedy. Od 21 września 2013 roku serial nadawany jest na kanale TVN 7.

## Opis fabuły
Justin Tolchuck (Dan Byrd) jest wrażliwym 16-latkiem, inteligentnym i obdarzonym dużym poczuciem humoru, ale nie radzi sobie w meandrach życia towarzyskiego. Pogodził się już z faktem, że nigdy nie zostanie jednym z „najfajniejszych kolesi” w szkole. Zawsze otrzymuje wsparcie od swojej życzliwej matki, Franny (Amy Pietz), aspirującego do pozycji biznesmena ojca, Gary'ego (Scott Patterson), oraz pięknej i lubianej przez wszystkich siostry, Claire (Lindsey Shaw).
Żeby pomóc synowi w zdobyciu nowych przyjaciół, matka zapisuje go do międzynarodowego programu wymiany licealistów. Jest przekonana, że nowy przyjaciel poprawi w okamgnieniu towarzyskie notowania syna. Gdy jednak pojawia się Raja Musharaff (Adhir Kalyan), 16-letni muzułmanin z małej wioski w Pakistanie, rodzina Tolchucków nie kryje rozczarowania.

## Bohaterowie
- Justin Tolchuck – wrażliwy 16-latek uczęszczający do liceum w Medorze.
- Raja Musharaff – 16-letni muzułmanin z małej wioski w Pakistanie.
- Franny Tolchuck – matka Justina.
- Gary Tolchuck – ojciec Justina.
- Claire Tolchuck – 15-letnia siostra Justina. Jest najbardziej popularna.
- Pan Matthews – szkolny psycholog.

## Obsada
- Dan Byrd jako Justin Tolchuck
- Adhir Kalyan jako Raja Musharaff
- Amy Pietz jako Franny Tolchuck
- Scott Patterson jako Gary Tolchuck
- Lindsey Shaw jako Claire Tolchuck
- Christopher B. Duncan jako pan Matthews